# Florence Masnada
Florence Masnada (Grenoble, 16 dicembre 1968) è un'ex sciatrice alpina francese.

## Biografia

### Carriera sciistica

#### Stagioni 1985-1990
Sciatrice polivalente originaria di Vizille e in attività durante tra gli anni 1980 e 1990, Florence Masnada debuttò in campo internazionale ai Mondiali juniores di Jasná 1985 e in Coppa del Mondo ottenne il primo risultato di rilievo il 20 dicembre 1988 a Courmayeur (9ª in slalom speciale).
Nel 1989 prese parte, gareggiando nello slalom speciale, alla sua prima rassegna iridata, Vail 1989 (9ª); nella stagione successiva, il 10 marzo 1990, conquistò il primo podio in Coppa del Mondo: 3ª nello slalom gigante di Stranda.

#### Stagioni 1991-1995
Nel 1991 partecipò ai Mondiali di Saalbach-Hinterglemm (4ª nello slalom speciale) e in Coppa del Mondo si classificò al primo posto nella classifica di combinata, divenendo così la prima sciatrice francese a vincere tale classifica (che all'epoca non prevedeva l'assegnazione della relativa Coppa di specialità). L'anno dopo esordì ai Giochi olimpici invernali: ad Albertville 1992 vinse la medaglia di bronzo nella combinata, si classificò 19ª nel supergigante e non completò la prova di slalom speciale.
Assente dalle gare per l'intera stagione 1992-1993, ai XVII Giochi olimpici invernali di Lillehammer 1994 fu 14ª nel supergigante, 7ª nella combinata e non terminò lo slalom speciale. L'anno dopo conquistò, il 14 gennaio 1995 a Garmisch-Partenkirchen, la sua unica vittoria in Coppa del Mondo, in supergigante.

#### Stagioni 1996-1999
Dopo aver nuovamente saltato quasi interamente una stagione nel 1995-1996, ai Mondiali di Sestriere 1997 si classificò 14ª nella discesa libera, 17ª nel supergigante e 6ª nella combinata. Gareggiò nelle stesse specialità anche ai successivi XVIII Giochi olimpici invernali di Nagano 1998, piazzandosi rispettivamente al 3º, al 18º e al 6º posto; sempre nel 1998, il 30 gennaio, era salita per l'ultima volta sul podio in Coppa del Mondo, a Åre in discesa libera (3ª).
Nella sua ultima partecipazione iridata, Vail/Beaver Creek 1999, vinse la sua unica medaglia mondiale, il bronzo nella combinata, e si classificò 11ª nella discesa libera, 10ª nel supergigante e 14ª nello slalom speciale. Chiuse la carriera agonistica al termine di quella stessa stagione 1998-1999: la sua ultima gara in Coppa del Mondo fu la discesa libera disputata in Sierra Nevada il 10 marzo (5ª) e la sua ultima gara in carriera fu lo slalom speciale dei Campionati francesi 1999, disputato il 21 marzo a La Clusaz e chiuso dalla Masnada al 6º posto.

### Altre attività
Dopo il ritiro ha avviato varie attività imprenditoriali e in seguito è diventata commentatrice sportiva per Eurosport, Radio Monte-Carlo ed Europe 1.

## Palmarès

### Olimpiadi
- 2 medaglie:
  - 2 bronzi (combinata ad Albertville 1992; discesa libera a Nagano 1998)

### Mondiali
- 1 medaglia:
  - 1 bronzo (combinata a Vail/Beaver Creek 1999)

### Coppa del Mondo
- Miglior piazzamento in classifica generale: 11ª nel 1997
- Vincitrice della classifica di combinata nel 1991[2]
- 8 podi (3 in discesa libera, 2 in supergigante, 2 in combinata, 1 in slalom gigante):
  - 1 vittoria
  - 2 secondi posti
  - 5 terzi posti

#### Coppa del Mondo - vittorie
| Data            | Località               | Paese    | Specialità |
| --------------- | ---------------------- | -------- | ---------- |
| 14 gennaio 1995 | Garmisch-Partenkirchen | Germania | SG         |

Legenda:

SG = supergigante

### South American Cup
- 1 podio (dati dalla stagione 1994-1995):
  - 1 terzo posto

### Campionati francesi
- 22 medaglie (dati parziali fino alla stagione 1994-1995)[3]:
  - 15 ori[1] (tra questi: combinata[senza fonte] nel 1985; supergigante, slalom gigante, slalom speciale, combinata[senza fonte] nel 1991; slalom speciale[senza fonte] nel 1992; supergigante, slalom speciale, combinata[senza fonte] nel 1995; discesa libera, combinata[senza fonte] nel 1998; combinata[senza fonte] nel 1999)
  - 3 argenti (discesa libera nel 1995; discesa libera nel 1997; discesa libera nel 1999)
  - 4 bronzi (slalom gigante nel 1995; supergigante, slalom gigante nel 1997; slalom gigante nel 1998)